# Saison 1 de Claws
Chronologie
Saison 2
Cet article présente le guide des épisodes de la première saison de la série télévisée américaine Claws.

## Généralités
- Aux États-Unis, la saison a été diffusée du 11 juin 2017[1] au 13 août 2017 sur le réseau TNT.
- Au Canada, la saison a été diffusée du 12 juillet 2017 au 13 septembre 2017 sur Bravo![2].
- En France, la saison a été diffusée du 13 novembre 2017 au 20 janvier 2018 sur Warner TV

## Distribution

### Acteurs principaux
- Niecy Nash (VF : Laura Zichy) : Desna Simms
- Carrie Preston (VF : Véronique Augereau) : Polly Marks
- Judy Reyes (VF : Christine Braconnier) : Quiet Ann
- Karrueche Tran (VF : Edwige Lemoine) : Virginia Loc
- Jenn Lyon (en) (VF : Marie Chevalot) : Jennifer
- Jack Kesy (VF : Raphaël Cohen) : Roller
- Kevin Rankin (VF : Yann Piera) : Bryce
- Jason Antoon (en) (VF : Tony Joudrier) : Dr Ken Brickman
- Harold Perrineau (VF : Frantz Confiac) : Dean Simms
- Dean Norris (VF : Jean-François Aupied) : Uncle Daddy / Clay Husser
- Elvis Nolasco (VF : Stéphane Fourreau) : détective Chip Laurence

### Acteurs récurrents
- Dale Dickey (VF : Cathy Cerda) : Juanda Husser
- Christina Moore (VF : Lydia Cherton) : Mandy Heiser
- Evan Daigle (VF : Fred Colas) : Toby

## Épisodes

### Épisode 1:Le Nouvel An
- États-Unis : 11 juin 2017 sur TNT
- Canada : 12 juillet 2017 sur Bravo![3]
- France : 13 novembre 2017[4] sur Warner TV[5]

- États-Unis : 1,18 million de téléspectateurs[6] (première diffusion)

### Épisode 2:Funérailles
- États-Unis : 18 juin 2017 sur TNT
- Canada : 19 juillet 2017 sur Bravo!
- France : 20 novembre 2017 sur Warner TV

- États-Unis : 1,20 million de téléspectateurs[7] (première diffusion)

### Épisode 3:Sables mouvants
- États-Unis : 25 juin 2017 sur TNT
- Canada : 26 juillet 2017 sur Bravo!
- France : 27 novembre 2017 sur Warner TV

- États-Unis : 1,07 million de téléspectateurs[8] (première diffusion)

### Épisode 4:Retombées
- États-Unis : 2 juillet 2017 sur TNT
- Canada : 2 août 2017 sur Bravo!
- France : 4 décembre 2017 sur Warner TV

- États-Unis : 1,07 million de téléspectateurs[9] (première diffusion)

### Épisode 5:Confrontation
- États-Unis : 9 juillet 2017 sur TNT
- Canada : 9 août 2017 sur Bravo!
- France : 11 décembre 2017 sur Warner TV

- États-Unis : 1,19 million de téléspectateurs[10] (première diffusion)

### Épisode 6:Autoportrait
- États-Unis : 16 juillet 2017 sur TNT
- Canada : 16 août 2017 sur Bravo!
- France : 18 décembre 2017 sur Warner TV

- États-Unis : 1,25 million de téléspectateurs[11] (première diffusion)

### Épisode 7:L'évasion
- États-Unis : 23 juillet 2017 sur TNT
- Canada : 23 août 2017 sur Bravo!
- France : 25 décembre 2017 sur Warner TV

- États-Unis : 1,27 million de téléspectateurs[12] (première diffusion)

### Épisode 8:Couleur Théâtre
- États-Unis : 30 juillet 2017 sur TNT
- Canada : 30 août 2017 sur Bravo!
- France : 6 janvier 2018 sur Warner TV

- États-Unis : 1,59 million de téléspectateurs[13] (première diffusion)

### Épisode 9:Ambroisie
- États-Unis : 6 août 2017 sur TNT
- Canada : 6 septembre 2017 sur Bravo!
- France : 13 janvier 2018 sur Warner TV

- États-Unis : 1,34 million de téléspectateurs[14] (première diffusion)

### Épisode 10:Avalanche
- États-Unis : 13 août 2017 sur TNT
- Canada : 13 septembre 2017 sur Bravo!
- France : 20 janvier 2018 sur Warner TV

- États-Unis : 1,57 million de téléspectateurs[15] (première diffusion)